# Roelf Meyer
Pour les articles homonymes, voir Meyer.
Roelof Petrus (Roelf) Meyer (né le 16 juillet 1947 à Port Elizabeth, province du Cap) est un avocat et un homme politique d'Afrique du Sud, membre du parlement de 1979 à 2000, ministre des gouvernements de Pieter Botha, Frederik de Klerk et Nelson Mandela, membre du Parti national, négociateur constitutionnel pour le gouvernement entre 1992 et 1994 et cofondateur du  Mouvement démocratique uni. En 2006, il rallie le  Congrès national africain.

## Études et formation
Roelf Meyer est né à Port Elizabeth le 16 juillet 1947, fils d'un fermier d'Humansdorp, Hudson Meyer et de son épouse Hannah. 
Après une scolarité au lycée de Ficksburg, il est diplômé en droit de l'Université de l'État libre d'Orange où il découvre la politique.
Meyer entame une profession d'avocat à Pretoria et à Johannesbourg et en 1979, candidat dans la circonscription de Johannesburg West, il est élu député du Parti national à la chambre de l'assemblée du parlement d'Afrique du Sud.

## Carrière ministérielle
De 1986 à 1991, il est ministre-adjoint de la loi et de l'ordre (1986-1988), du développement constitutionnel(1988-1989), du développement constitutionnel et de l'éducation nationale (1989-1991) dans les gouvernements de Pieter Botha et Frederik de Klerk. 
De 1991 à 1994, il est ministre de la défense (1991-1992) puis ministre des affaires constitutionnelles et de la communication (1992-1994) dans les gouvernements de Frederik de Klerk. 
En mai 1992, au côté notamment du Président De Klerk, de Kobie Coetsee et Roelof "Pik" Botha, Meyer est membre de la délégation gouvernementale qui rencontre pour la première fois officiellement à Groot Schuur au Cap les dirigeants de l'ANC tout juste légalisé. 
Il prend en charge les négociations constitutionnelles pour le gouvernement et bâtit à cette occasion une relation professionnelle et personnelle fructueuse avec son équivalent pour l'ANC, Cyril Ramaphosa. 
Les négociations dirigées par Ramaphosa et Meyer aboutissent à la constitution provisoire et aux élections multiraciales de 1994. Meyer se maintient au gouvernement comme ministre des affaires Provinciales et constitutionnelles dans le gouvernement d'unité nationale de Nelson Mandela. 

## Du Parti national à l'ANC
En 1996,  Meyer quitte le gouvernement avec les membres du parti National mais quitte aussi le parlement et abandonne en mai 1997 sa fonction de leader du parti pour la province du Gauteng. 
En 1997, il annonce sa démission du Parti national et fonde le Mouvement démocratique uni (United Democratic Movement-UDM) avec Bantu Holomisa, l'ancien leader du bantoustan indépendant du Transkei. Meyer en devient le vice-président. 
En 1999, Meyer est un des rares élus de l'UDM au parlement. 
En 2000, il démissionne et se retire de la vie politique. 
En 2001, il est devenu le directeur puis plus tard le vice-président exécutif de TILCA Infrastructure Corporation (Pty) Ltd. 
En 2006, il reconnait avoir publiquement voté pour l'ANC lors des élections législatives de 2004 et annonce son adhésion au Congrès National Africain. Néanmoins, il exclut tout retour à la vie politique active. 